# Atherigona dentifera
Atherigona dentifera är en tvåvingeart som beskrevs av Malloch 1925. Atherigona dentifera ingår i släktet Atherigona och familjen husflugor. Inga underarter finns listade i Catalogue of Life.